# وزیر سیار
وزیر سیار یا وزیر بدون وزارت‌خانه (انگلیسی: minister without portfolio) یک وزیر در هیئت دولت است که صاحب وزارت‌خانه نیست. این جایگاه معمولاً در کشورهایی وجود دارد که نظام پارلمانی بوده و با دولت‌های ائتلافی اداره می‌شوند. وزیر بدون وزارت‌خانه در کشورهای صاحب نظام ریاستی معمول نیست.

## در کشورها

### ایران
داریوش فروهر برای مدتی وزیر سیار بوده است.